# Сарранколен
Сарранколе́н (фр. и окс. Sarrancolin) — коммуна во Франции, находится в регионе Юг — Пиренеи. Департамент — Верхние Пиренеи. Входит в состав кантона Арро. Округ коммуны — Баньер-де-Бигор.
Код INSEE коммуны — 65408.

## География

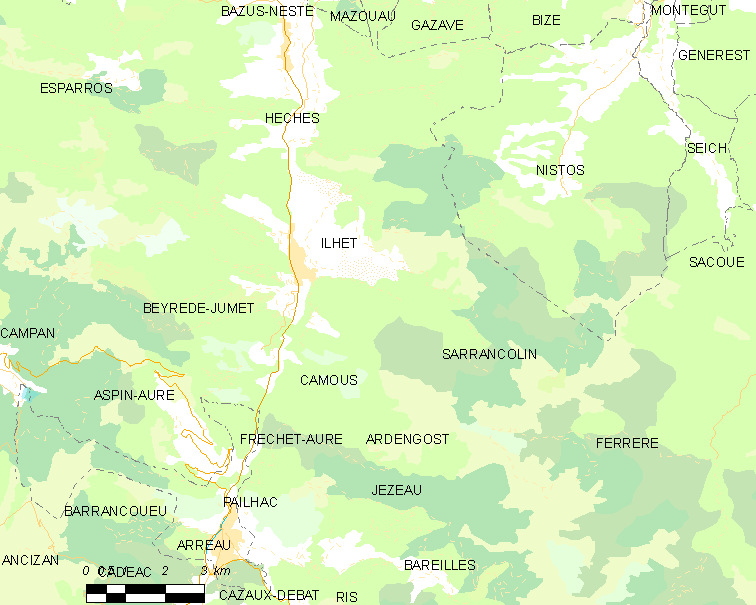
Карта коммуны

Коммуна расположена приблизительно в 680 км к югу от Парижа, в 115 км юго-западнее Тулузы, в 39 км к юго-востоку от Тарба.

## Климат
Климат умеренно-океанический с солнечной тёплой погодой и обильными осадками на протяжении практически всего года.
На востоке коммуны протекает река Нест. Большую часть территории коммуны занимают леса.

## Население
Население коммуны на 2010 год составляло 590 человек.
| 1962 | 1968 | 1975 | 1982 | 1990 | 1999 | 2010 |
| ---- | ---- | ---- | ---- | ---- | ---- | ---- |
| 1013 | 1008 | 868  | 772  | 684  | 690  | 590  |

## Администрация
| Период | Период | Фамилия        | Партия                  | Примечания               |
| ------ | ------ | -------------- | ----------------------- | ------------------------ |
| 1995   | 2014   | Робер Маркье   | Социалистическая партия | член генерального совета |
| 2014   | 2020   | Франсис Боссюа |                         |                          |

## Экономика
В 2010 года среди 330 человек трудоспособного возраста (15-64 лет) 247 были экономически активными, 83 — неактивными (показатель активности — 74,8 %, в 1999 году было 72,5 %). Из 247 активных жителей работали 221 человек (121 мужчина и 100 женщин), безработных было 26 (8 мужчин и 18 женщин). Среди 83 неактивных 18 человек были учениками или студентами, 31 — пенсионерами, 34 были неактивными по другим причинам.

## Достопримечательности
- Церковь Св. Эбонтия (XII век). Исторический памятник с 1903 года[4]
- Укреплённые ворота Сен-Киттерье в Тюремной башне (XVI век). Исторический памятник с 1941 года[5]

## Фотогалерея

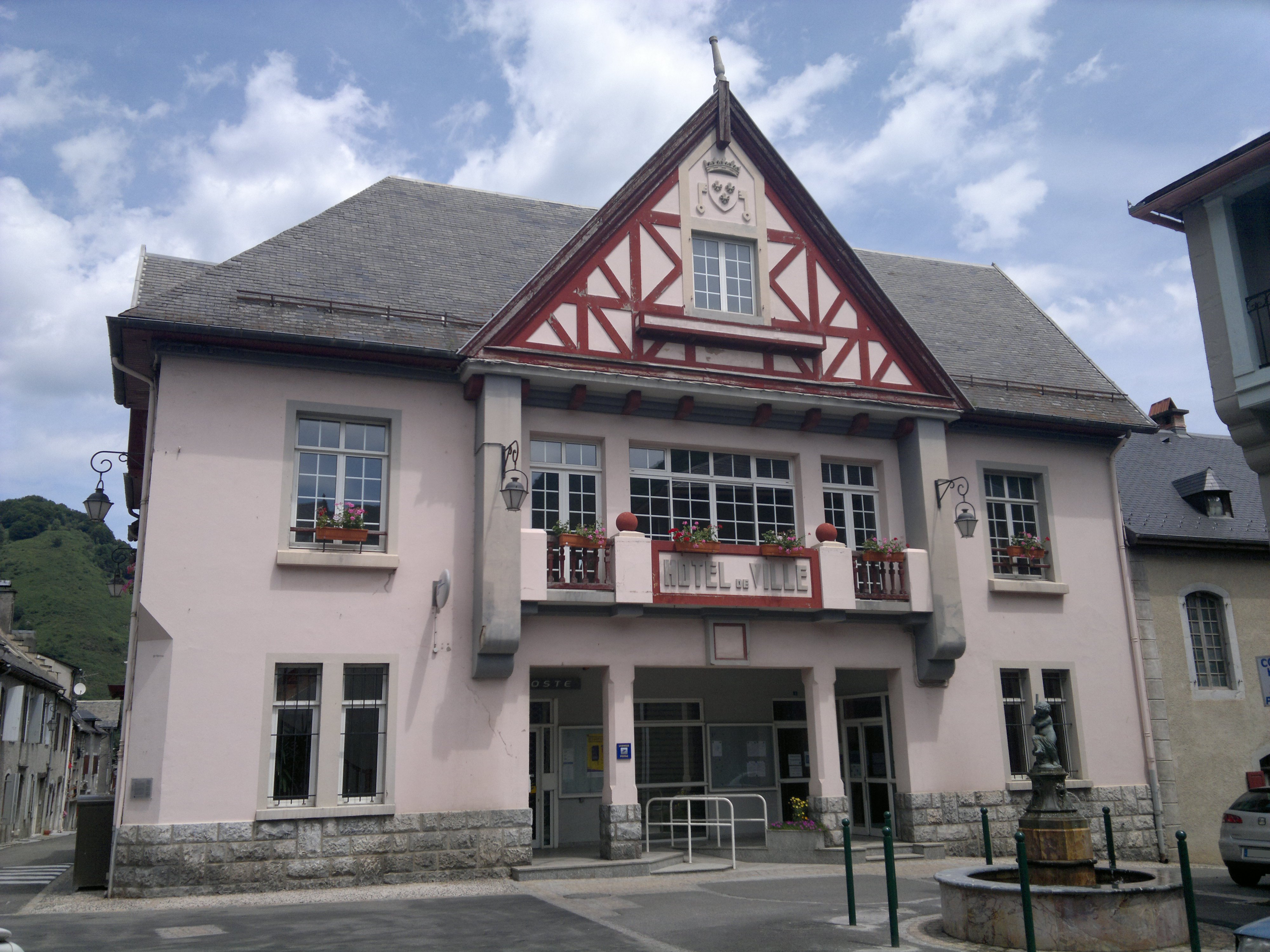
Мэрия
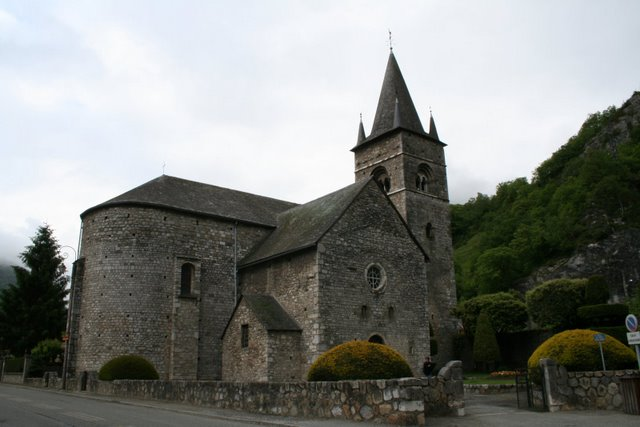
Церковь Св. Эбонтия
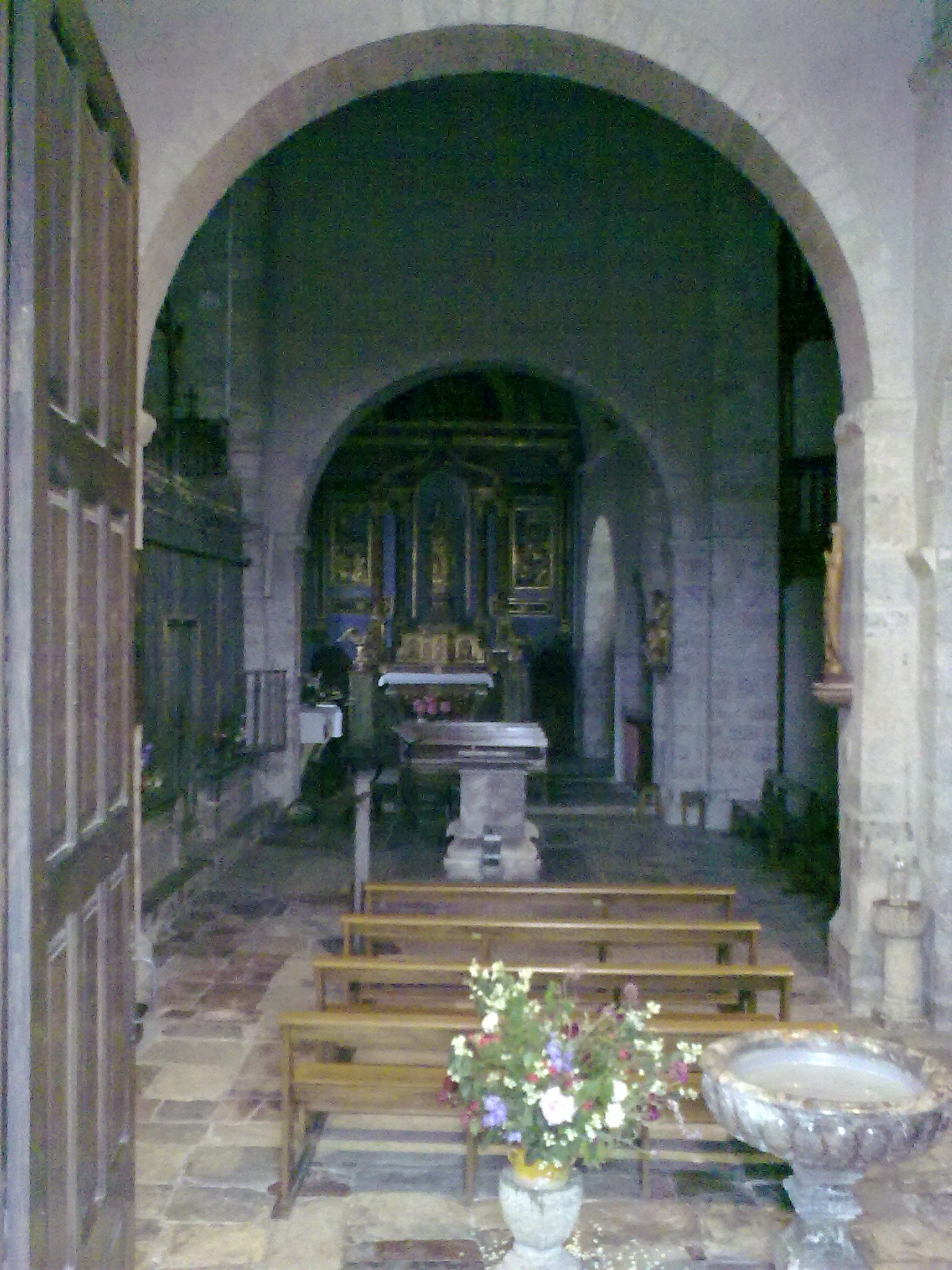
Интерьер церкви
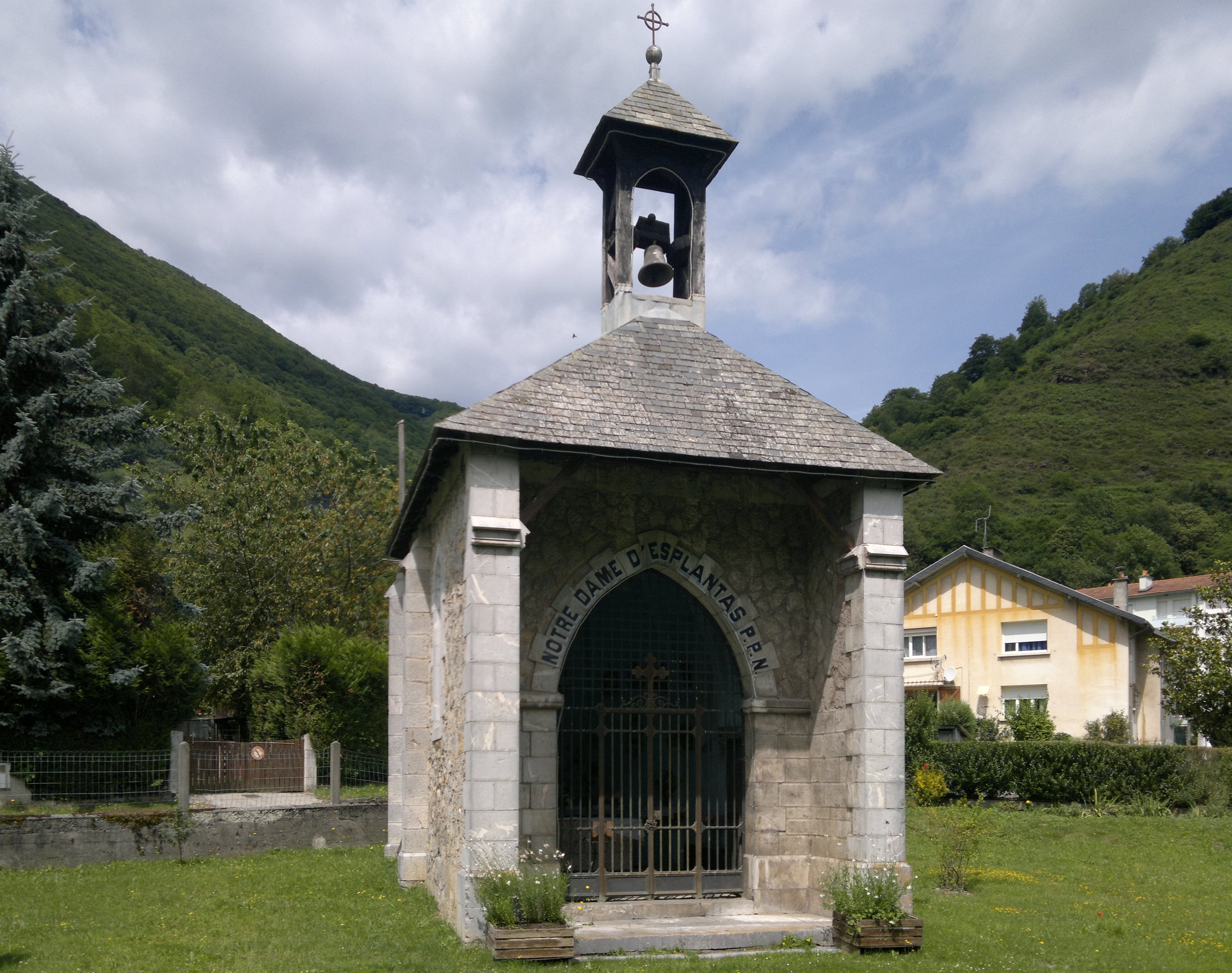
Часовня Нотр-Дам
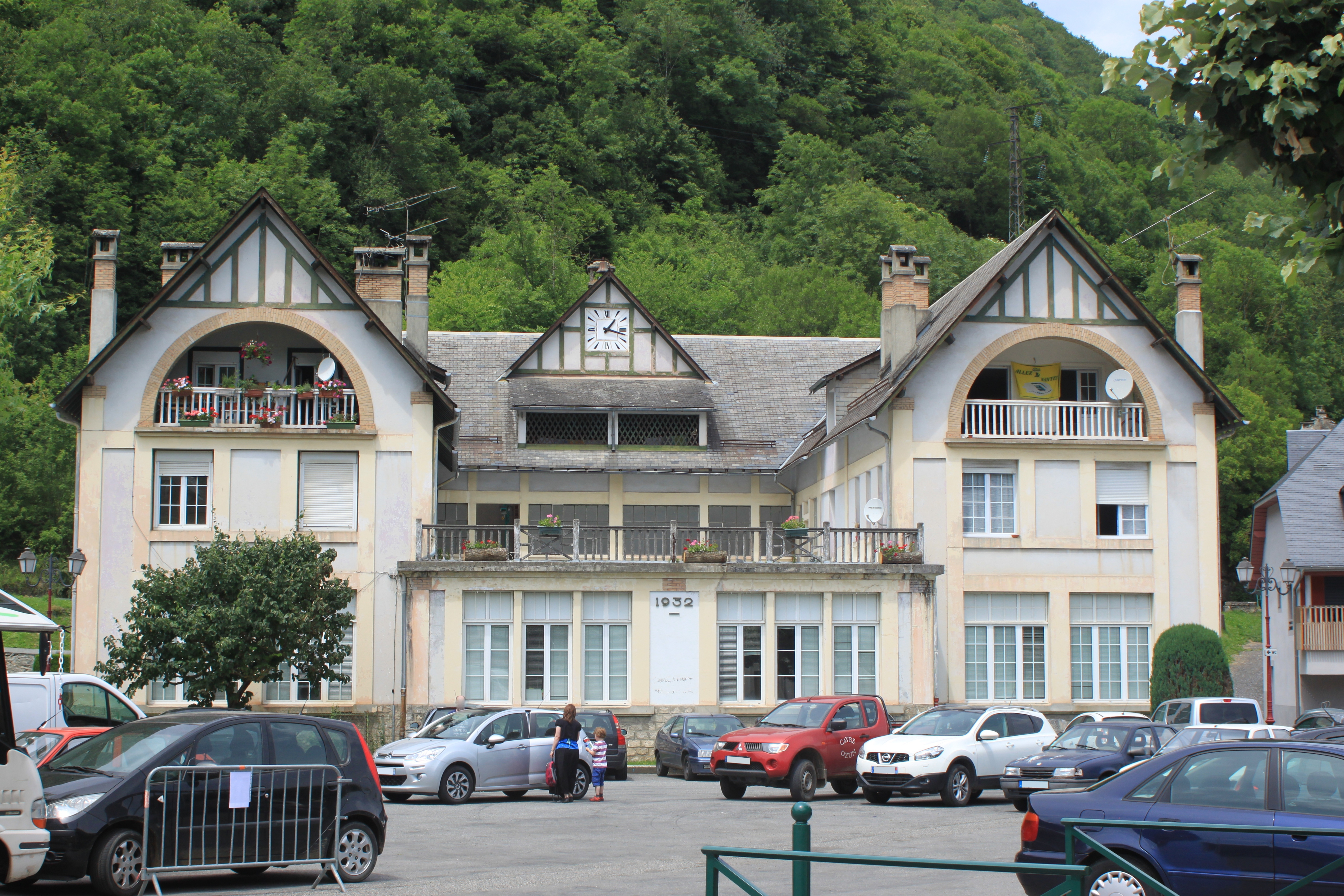
Школа
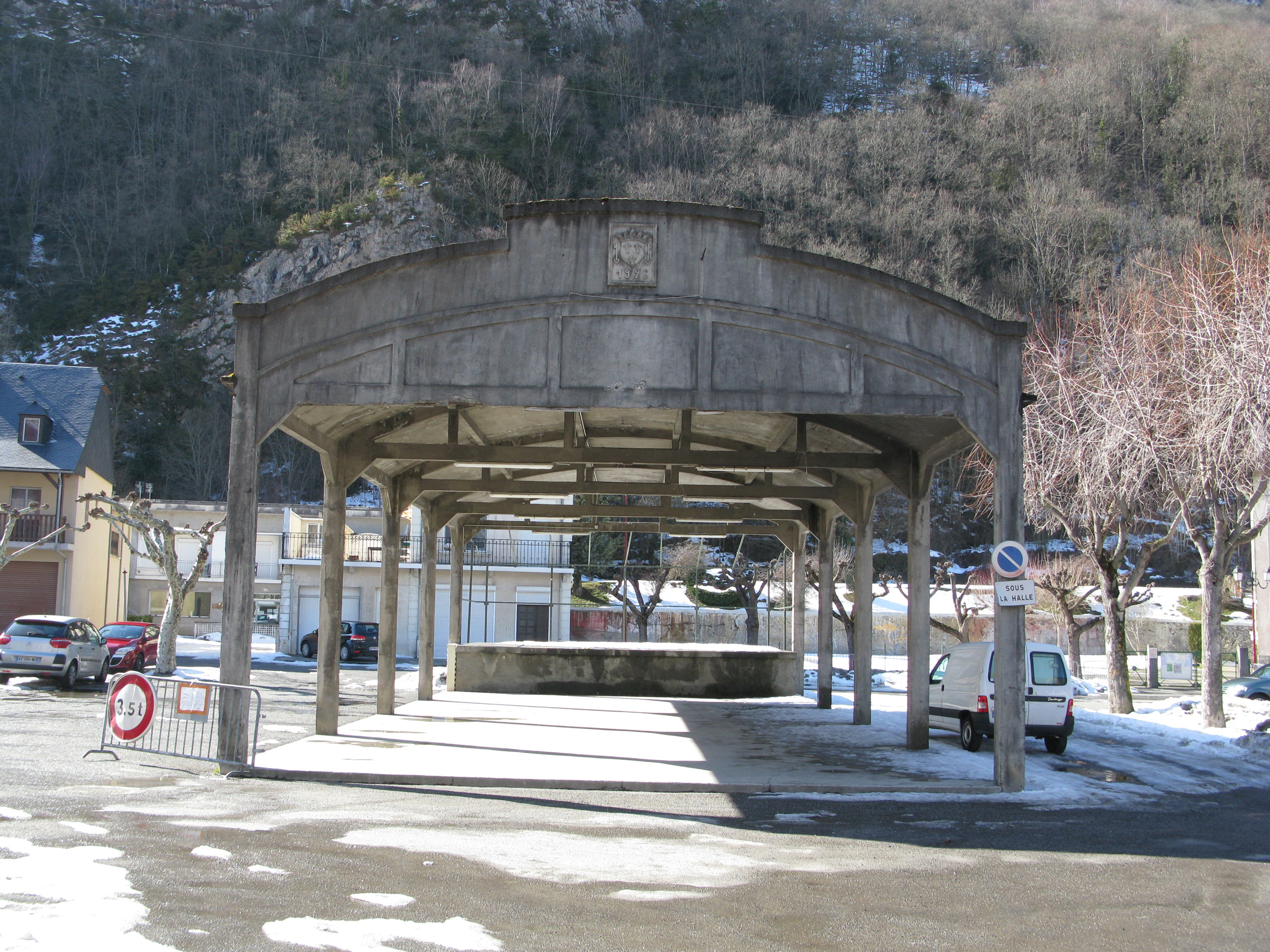
Крытый рынок
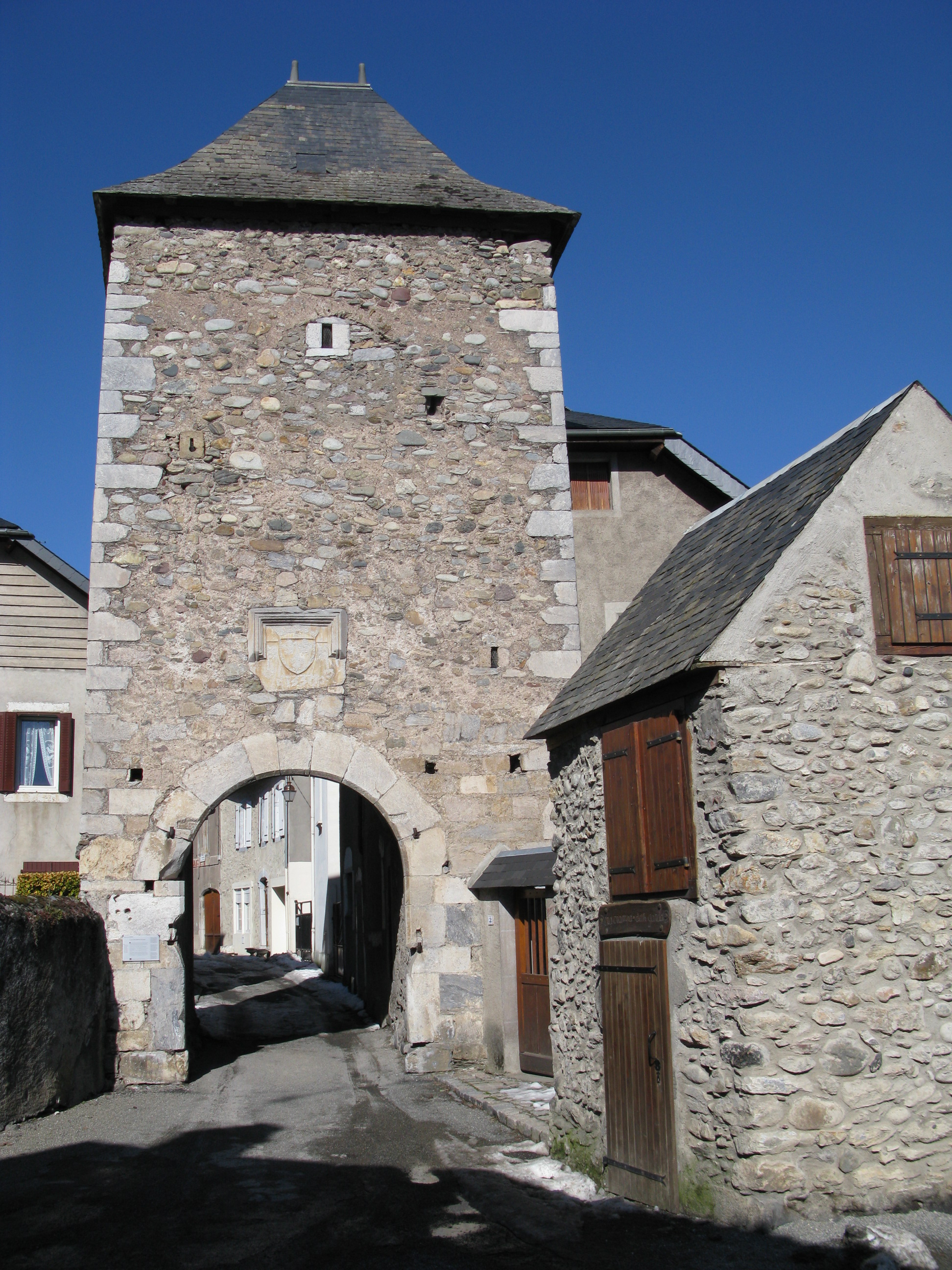
Тюремная башня
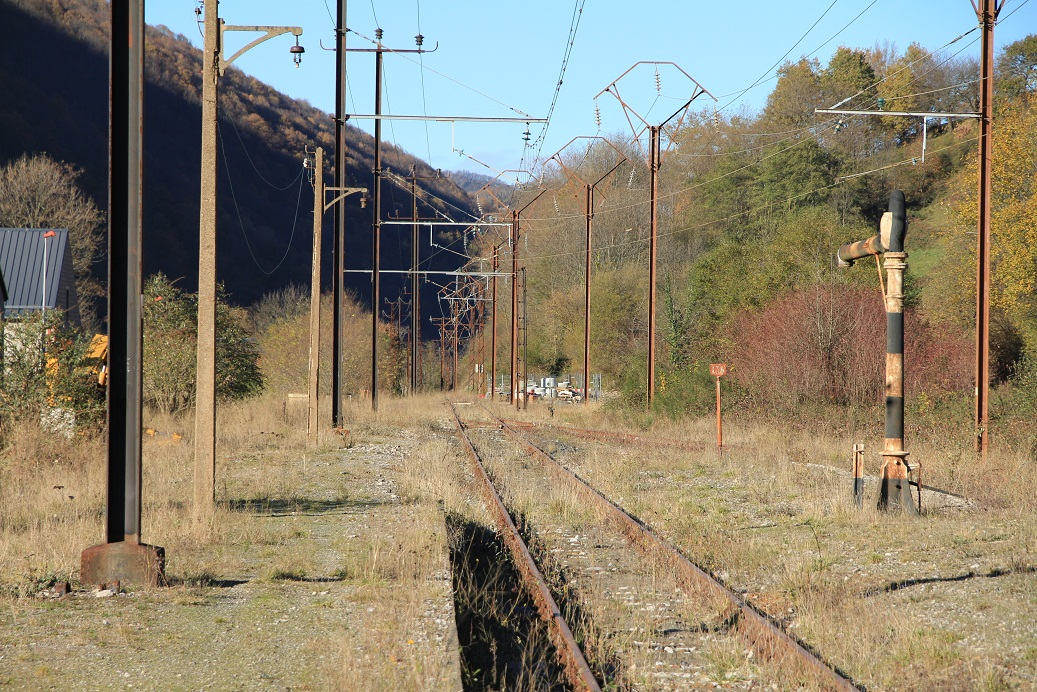
Вокзал
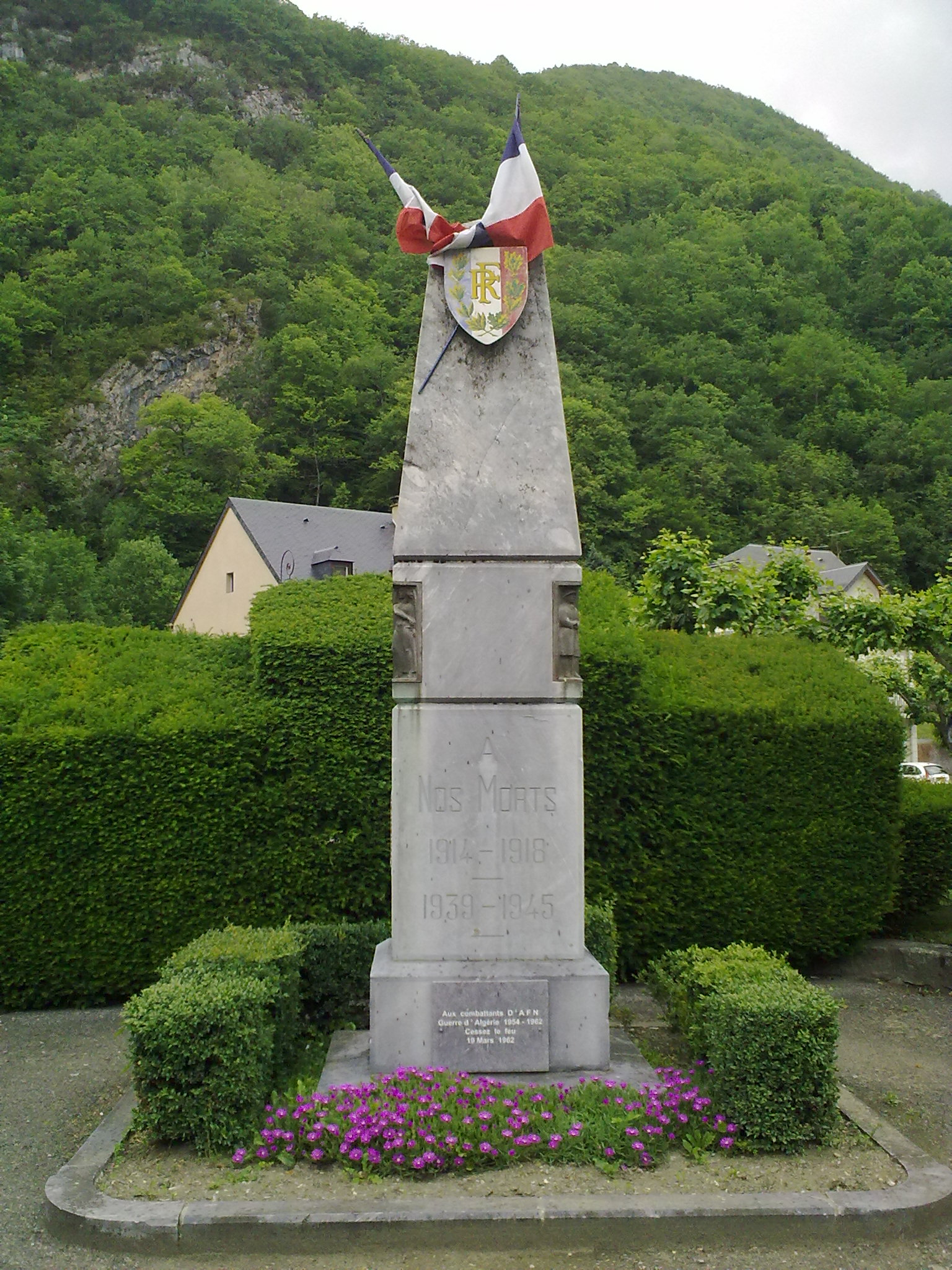
Военный мемориал